# Trapezites taori
The Taori Skipper (Trapezites taori) là một loài bướm ngày thuộc họ Bướm nhảy. Nó được tìm thấy ở vùng nhỏ của the Blackdown Tableland in Queensland.
Sải cánh dài khoảng 25 mm.
Ấu trùng ăn Lomandra confertifolia pallida.